# Saitama
Saitama (さいたま市, -shi?) és una ciutat japonesa situada a la prefectura de Saitama, d'on és la capital i el municipi més poblat. Fou creada a partir de la unió de les ciutats d'Urawa, Omiya i Yono el 2001. Va unir-se posteriorment amb la ciutat d'Iwatsuki el 2005. Ha estat una ciutat designada per decret del govern des del 2003. Molts dels seus residents treballen a Tòquio.
El 2003, tenia una població estimada d'1.053.035 habitants i una àrea total de 168,33 km².

## Barris
Saitama té 10 barris (ku):
- Chūō-ku (中央区)
- Iwatsuki-ku (岩槻区)
- Kita-ku (北区)
- Midori-ku (緑区)
- Minami-ku (南区)
- Minuma-ku (見沼区)
- Nishi-ku (西区)
- Ōmiya-ku (大宮区)
- Sakura-ku (桜区)
- Urawa-ku (浦和区)